# Локоть (Курская область)
Ло́коть — село в Рыльском районе Курской области. Входит в состав Козинского сельсовета.

## География
Село находится на реке Обеста (левый приток Клевени), в 136 км западнее Курска, в 34 км западнее районного центра — города Рыльск, в 4,5 км от центра сельсовета — Козино.
Климат
Локоть, как и весь район, расположен в поясе умеренно континентального климата с тёплым летом и относительно тёплой зимой (Dfb в классификации Кёппена).
| Показатель                                                                   | Янв. | Фев. | Март | Апр. | Май  | Июнь | Июль | Авг. | Сен. | Окт. | Нояб. | Дек. | Год  |
| ---------------------------------------------------------------------------- | ---- | ---- | ---- | ---- | ---- | ---- | ---- | ---- | ---- | ---- | ----- | ---- | ---- |
| Средний суточный максимум, °C                                                | −3,6 | −2,6 | 3,4  | 13,2 | 19,5 | 22,8 | 25   | 24,4 | 18,2 | 10,7 | 3,7   | −0,9 | 11,1 |
| Средняя температура, °C                                                      | −5,7 | −5,1 | −0,2 | 8,5  | 14,9 | 18,5 | 20,8 | 19,9 | 14,1 | 7,5  | 1,6   | −2,8 | 7,7  |
| Средний суточный минимум, °C                                                 | −8   | −8,1 | −4,2 | 3,2  | 9,4  | 13,2 | 15,9 | 14,9 | 9,9  | 4,2  | −0,7  | −4,9 | 3,7  |
| Норма осадков, мм                                                            | 50   | 44   | 48   | 50   | 63   | 70   | 88   | 54   | 59   | 53   | 50    | 50   | 679  |
| Источник: Погода по месяцам c ru.climate-data.org(дата обращения: Июнь 2021) |      |      |      |      |      |      |      |      |      |      |       |      |      |

## Население
| 2002 | 2010 |
| ---- | ---- |
| 516  | ↘380 |

## Инфраструктура
Личное подсобное хозяйство. Общеобразовательная школа. В селе 281 дом.

## Транспорт
Локоть находится в 4 км от автодороги регионального значения 38К-017 (Курск — Льгов — Рыльск — граница с Украиной), на автодороге межмуниципального значения 38Н-356 (38К-017 — Локоть), в 0,5 км от ближайшего ж/д остановочного пункта Локоть (линия Хутор-Михайловский — Ворожба). Остановка общественного транспорта.
В 200 км от аэропорта имени В. Г. Шухова (недалеко от Белгорода).

## Достопримечательности
- Православный храм — Церковь Архангела Михаила